# The Carpenter
Cet article possède un paronyme, voir Carpenter.
Ne doit pas être confondu avec The Carpenters.
Singles de Nightwish
Sacrament of Wilderness
(1998)
The Carpenter est le premier single de Nightwish. Ce single est le seul où l'on entend, en plus de la voix de Tarja Turunen, celle de Tuomas Holopainen.

## Liste des titres
1. The Carpenter (5:55)
2. Red Light In My Eyes, part II (3:50) (de Children of Bodom)
3. Only Dust Moves... (7:09) (de Thy Serpent)

### Équipe
- directeur : Sami Käyhkö
- directeur assistant : Kari Mankinen
- script : Sami Käyhkö, Kari Mankinen
- caméra : Jukka Karjalainen
- assistant caméra : Juha Harju
- éclairage : Kimmo Leed, Jussi Kauppila, Kari Maja
- graphismes : Lauri Karmila
- édition hors-ligne : Kari Mankinen
- composition et édition en ligne : Sami Käyhkö, Vesa Vinni
- maquillage : Liisa Hettula, Tom Forsman
- coiffures et costumes : Minna Mäkinen
- logistique : Tapio Hopponen
- producteur : Paula Eronen
- producteur exécutif : Edward Meichen

## Clip
Le clip de la chanson montre Tarja vêtue d'une robe rouge dans un champ, et un homme construisant quelque chose qui ressemble à un avion.
Filmé à Helsinki en Finlande et à Henningsvær en Norvège durant le printemps 1998
Distribution :
- The carpenter: Vilho Olavi Laine
- The cat: Ms Maila